# فيلالي حسين
فيلالي حسين من مواليد 17 ديسمبر 1954 بمدينة بشار الجزائرية، هو كاتب وصحفي وأستاذ جامعي بكلية الآداب بجامعة بشار وعضو إتحاد الكتاب الجزائريين

## مؤلفاته
له العديد من المؤلفات ترجم بعضها إلى الفرنسية والتركية[بحاجة لمصدر] نذكر منها:
- كتاب الجربوع باللغة العربية.[2]
- ما يشبه الوحم: الفرنسية (COMME UNE ENVIE) وهو مجموعة قصصية مطبوعة بالعربية
- السكاكين الصدئة: مجموعة قصصية مطبوعة.
- السمة والنص الشعري: وهو كتاب في الدراسات النقدية فاز بالجائزة الوطنية الثانية للنقد (2007).[3]
- السمة والنص السردي -مقاربة في شفرة اللغة- وهو كتاب نقدي آخر (2008)[4]
- أدب الطفل واقعه وإشكالاته كتاب بالشتراك بين حسين فيلالي وآخرين (2009)[5]